# Скорбященский храм (Фёдоровское)
Храм иконы Божией Матери «Всех скорбящих Радость» — православный храм в селе Фёдоровском Волоколамского района Московской области, подворье Рождественского женского монастыря. Главный престол храма освящён в честь иконы Божией Матери «Всех скорбящих Радость»; приделы — в честь Василия, епископа Херсонесского, в честь святителя Николая.

## История
Одно из первых упоминаний о селе Фёдоровском относится к 1634 году. Согласно грамоте «…царя и великого князя Михаила Фёдоровича в Волоцкий уезд, наших дворцовых сёл приказчику Матвею Лукину» «село Фёдоровское с селоми продано окольничему Василию Ивановичу Стрешневу. В селе четыре крестьянских двора. Цена: за четверть пашни по полтине, да пошлин 3 руб., 2 алт., 3 денги, то есть с рубля по 6 денег. Всего 105 руб., 19 алт., 3 денги».
Василий Стрешнев был дипломатом и являлся родственником царицы Евдокии Лукьяновны. К этому времени в селе уже был свой храм. В 1658 году село было продано князю Степану Никитичу Шаховскому. В 1708 году его наследник, князь Алексей Шаховской, построил в Фёдоровском новую церковь Святителя Николая.
Дошедший до наших дней храм иконы Божией Матери «Всех скорбящих Радость» был построен в 1768 году, когда владельцем села был князь Пётр Шаховской (1724—1791). Центрический ярусный храм с лепестковым планом выполнен в стиле барокко. В 1894 году по проекту архитектора С. К. Родионова была построена колокольня.
Храм был закрыт в 1930-х годах, позднее были разрушены трапезная и боковые пристройки.
В 1999 году храм был передан Русской православной церкви, и в этом же году он стал подворьем Рождественского женского монастыря. В настоящее время в храме ведутся восстановительные работы.